# Collégiale Saint-Junien de Saint-Junien
La collégiale Saint-Junien est une ancienne collégiale située à Saint-Junien, dans le département de la Haute-Vienne, en France.

## Historique
Son origine remonte au VIIe siècle, lorsque l'évêque de Limoges, Rorice II, fit construire un oratoire sur le tombeau de l'ermite Junien. Un collège de chanoines fut installé afin d'assurer le culte de Junien. La nef et le transept de ce monument de style roman limousin datent de la fin du XIe siècle ; il a été complété à la fin du XIIe siècle par la façade ; le chevet carré, d'aspect sévère, est du XIIIe siècle.
Le clocher central, écroulé en 1922, a été reconstruit. Les principales curiosités à découvrir dans cette collégiale sont le tombeau de saint Junien en calcaire (XIIe siècle), la fresque de la nef représentant les vingt-quatre vieillards de l'Apocalypse (XIIe siècle) et la chapelle Saint-Martial (XIIIe siècle) abritant une mise au tombeau sculptée (XVe siècle).
La collégiale est classée aux monuments historiques par la liste de 1840. Le chanoine et chroniqueur médiéval Étienne Maleu, qui a raconté l'histoire du chapitre de Saint-Junien, était enterré dans la collégiale,,.

## Description

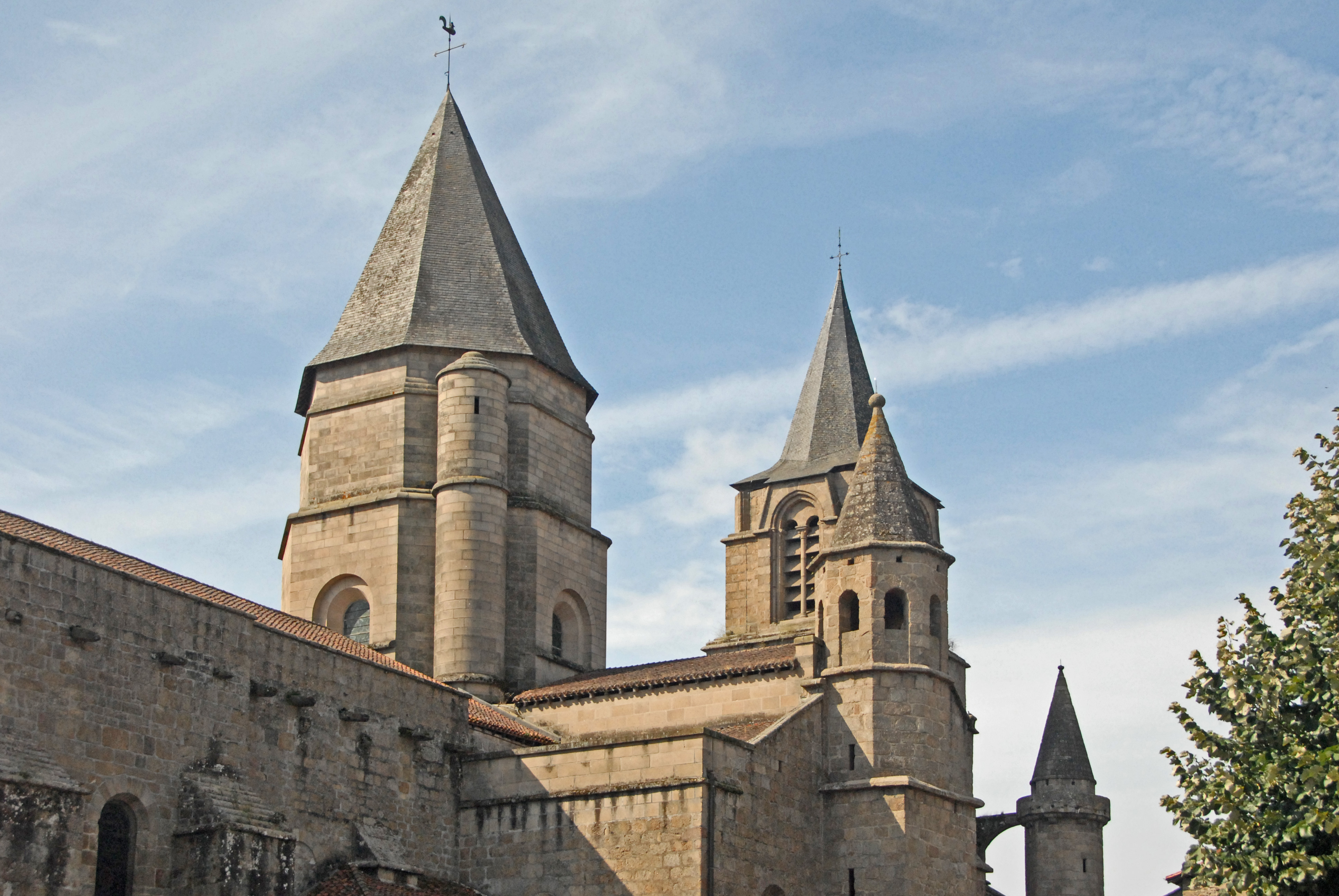
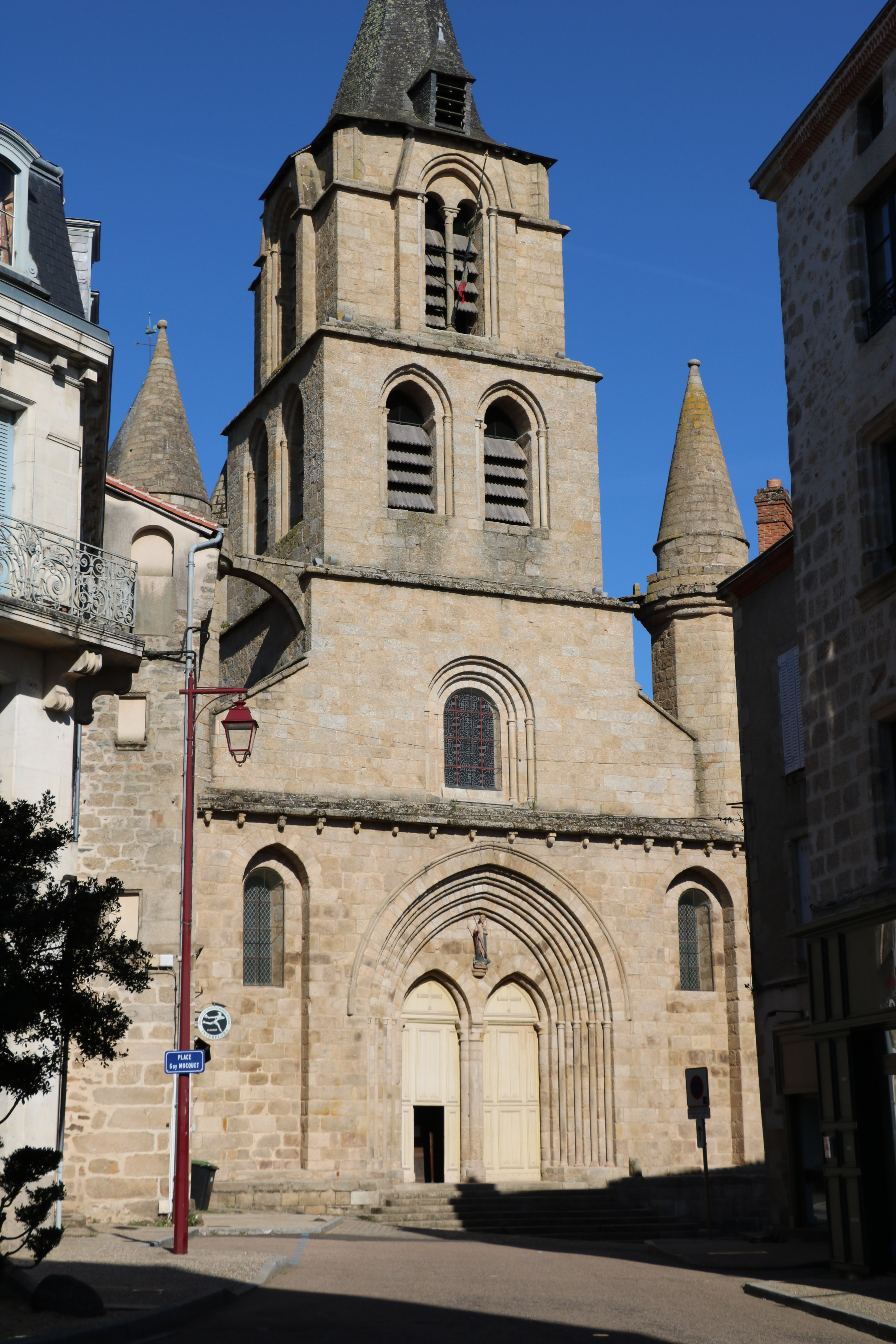
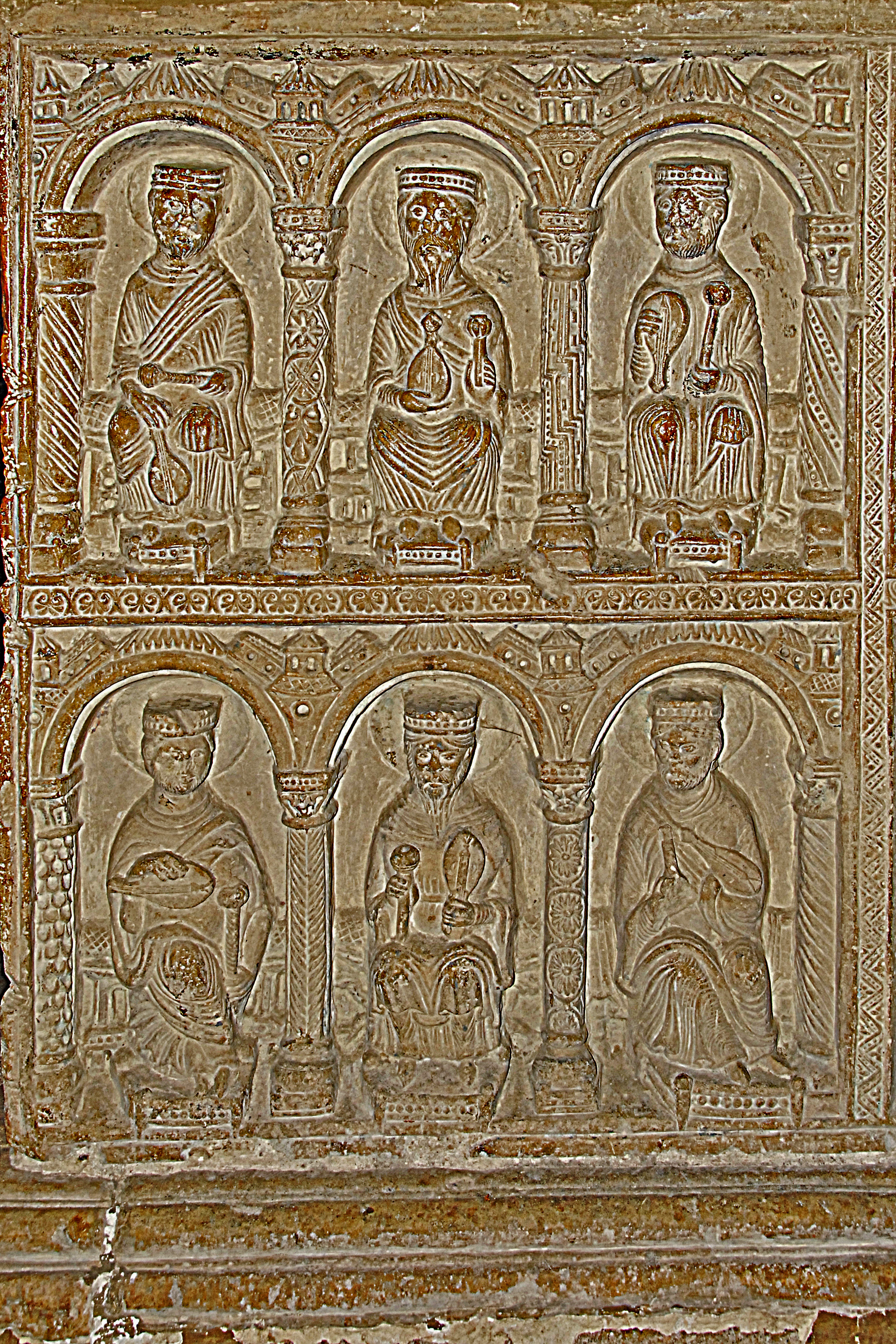
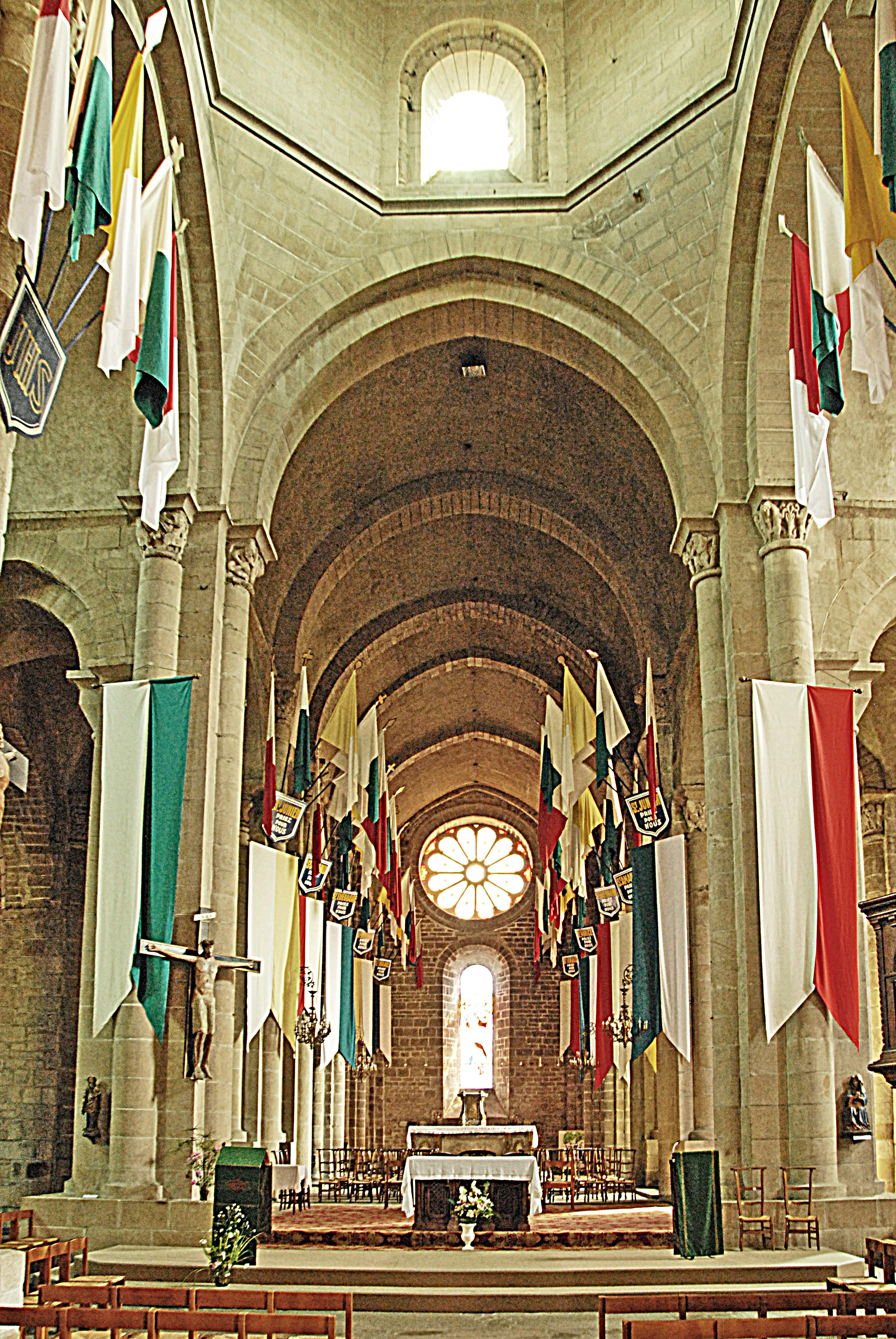
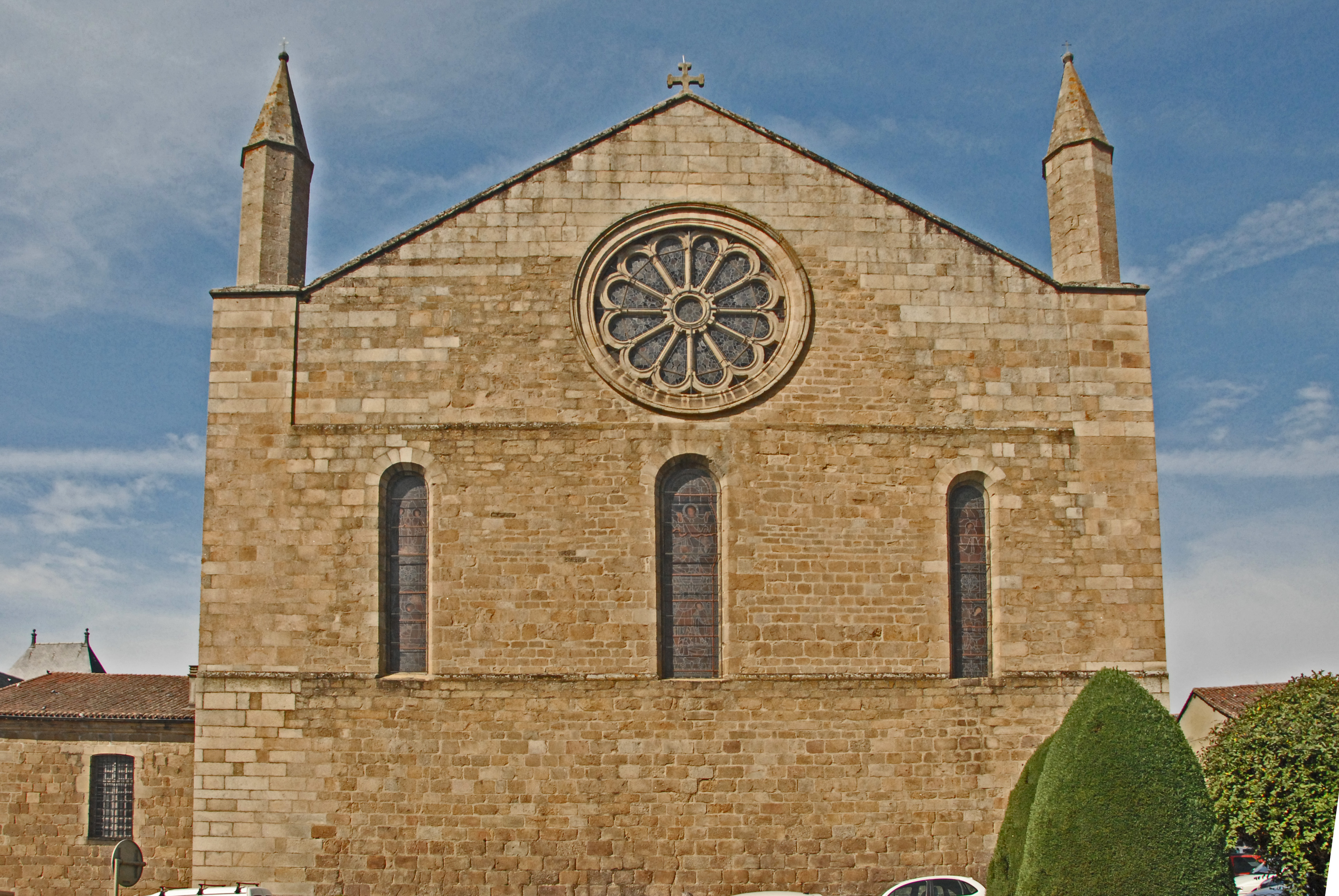